# Georg Michel (Politiker, 1804)
Georg Michel (* 11. Mai 1804 in Seewis im Prättigau; † 9. März 1867 in Zizers) war ein Schweizer Politiker und Richter. Von 1848 bis 1849 sowie von 1851 bis 1860 gehörte er dem Nationalrat an, ebenso war er mehrmals Regierungsrat des Kantons Graubünden.

## Biografie
Der Sohn eines Offiziers in fremden Diensten entstammte einer Patrizierfamilie aus dem Prättigau. Trotz seiner Herkunft entwickelte er sich später zu einem überzeugten Republikaner und verzichtete auf das Adelsprädikat. Michel absolvierte die evangelische Kantonsschule in Chur, danach studierte er Recht an den Universitäten Basel und Heidelberg. Ab 1824 war er als Rechtsanwalt sowie als Verwalter des Landbesitzes seiner Familie tätig. Michel amtierte ab 1835 mehrmals als Landammann des Kreises Seewis und als Bundeslandammann des Zehngerichtenbundes. 1842 vertrat er Graubünden als Abgesandter an die Tagsatzung.
Michel gehörte von 1835 bis 1840 dem Grossen Rat an und präsidierte diesen 1840 (Standespräsident). In den Jahren 1836/37, 1839/40, 1841/42, 1844/45, 1846/47 und 1850/51 (jeweils von September bis August) sass er im Kleinen Rat, der Kantonsregierung. Während des Sonderbundskriegs im November 1847 kommandierte er ein im Kanton Tessin stationiertes Bündner Bataillon und war Oberst im eidgenössischen Generalstab. Michel kandidierte im Oktober 1848 mit Erfolg bei den ersten Nationalratswahlen im Wahlkreis Graubünden-Nord. Er trat nach nur einem Jahr zurück, wurde aber 1851 erneut gewählt und gehörte dem Nationalrat schliesslich bis 1860 auf Seiten der Freisinnigen an. Von 1848 bis 1866 war er Bezirksrichter, von 1860 bis 1863 zusätzlich Kantonsrichter.